# Třída Constitución
Třída Constitución je třída raketových a hlídkových člunů Venezuelského námořnictva. Třídu tvořilo šest jednotek postavených ve dvou sériích v anglických loděnicích. Druhá trojice (někdy též třída Federación) byla raketovou variantou nesoucí dvě protilodní střely.

## Stavba
Celkem bylo britskou loděnicí Vosper Thornycroft v Portsmouthu postaveno šest jednotek této třídy. Do služby byly přijaty v letech 1974-1975.
Jednotky třídy Constitución:
| Jméno                 | Spuštěna | Vstup do služby | Status  |
| --------------------- | -------- | --------------- | ------- |
| Constitución (PC 11)  | 1973     | 16. srpna 1974  | aktivní |
| Independencia (PC 13) | 1973     | 20. září 1974   | aktivní |
| Patria (PC 15)        | 1973     | 9. ledna 1975   | aktivní |
| Federación (PC 12)    | 1974     | 25. března 1975 | aktivní |
| Libertad (PC 14)      | 1974     | 12. června 1975 | aktivní |
| Victoria (PC 16)      | 1974     | 22. září 1975   | aktivní |

## Konstrukce

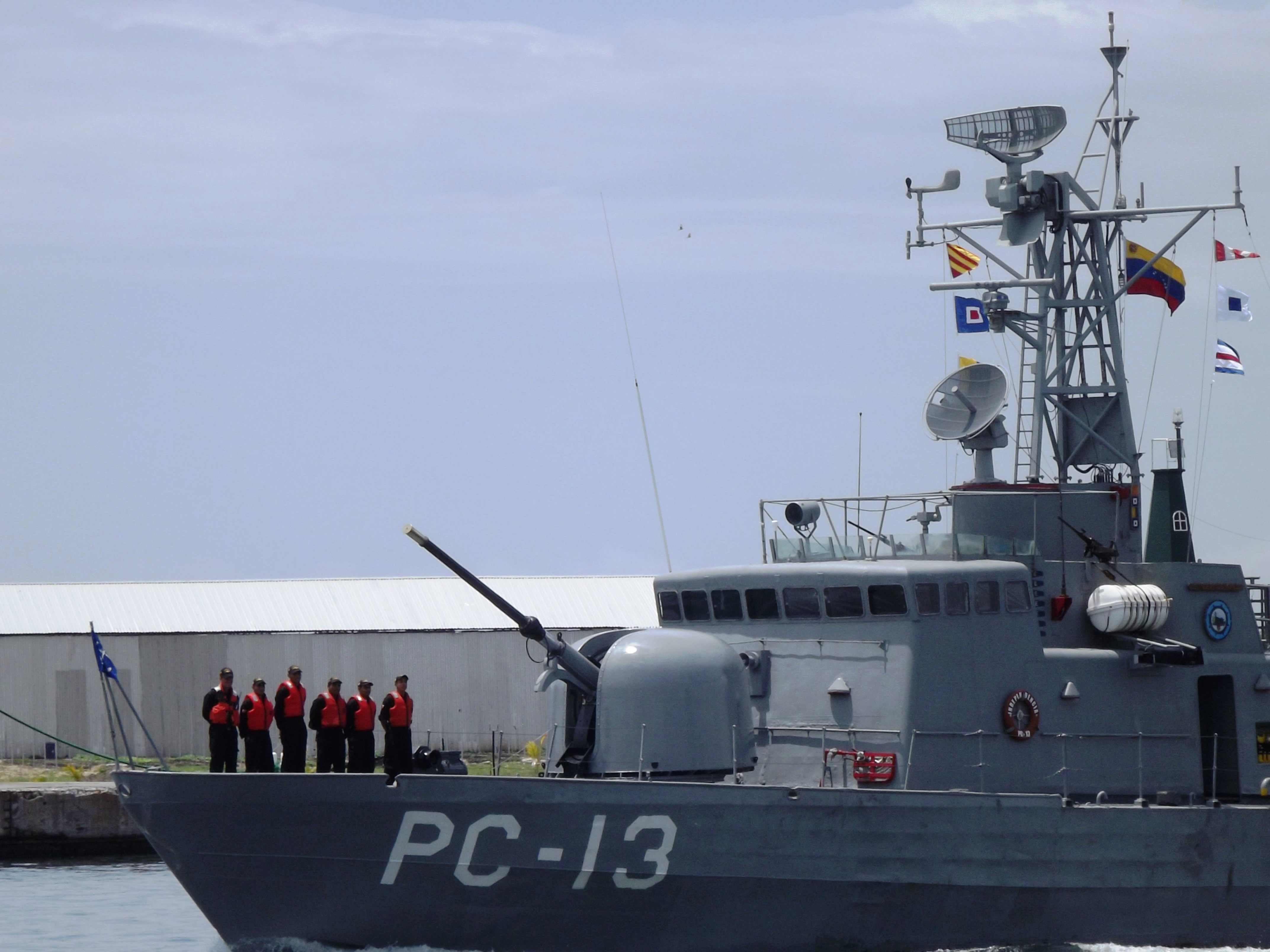
Constitución (PC 13)

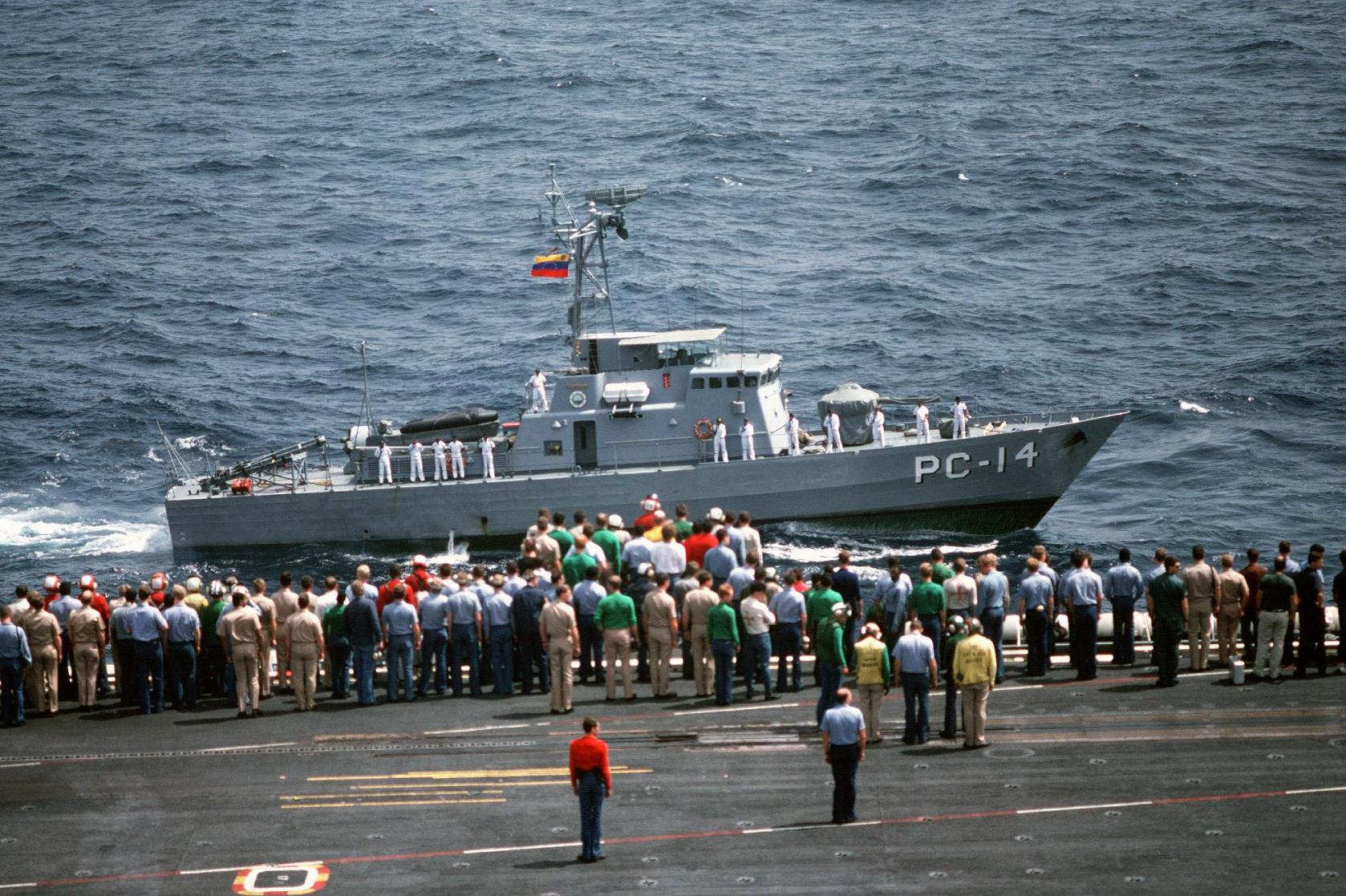
Libertad (PC 14)

Elektroniku tvoří vyhledávací radar AN/SPQ-2D a systém řízení palby RTN-10X. První trojice člunů byla dokončena s výzbrojí jednoho dvouúčelového 76,2mm lodního kanónu OTO-Melara Compact ve věži na přídi a dvou 12,7mm kulometů. Neuskutečnil se plán na dodatečné vyzbrojení člunů protilodními střelami Harpoon. Výzbroj druhé trojice člunů tvořil jeden 40mm kanón (později nahrazen 30mm kanónem), dva 12,7mm kulomety a dvě protilodní střely Otomat Mk 1. Pohonný systém tvoří dva diesely MTU 16V538 TB90, o celkovém výkonu 7 080 bhp, pohánějící dva lodní šrouby. Nejvyšší rychlost dosahuje 31 uzlů. Dosah je 1 350 námořních mil při 16 uzlech.